# Aulocyathus juvenescens
Espèce
Statut CITES
Aulocyathus juvenescens est une espèce de coraux appartenant à la famille des Caryophylliidae.